# Río Gallegos
Río Gallegos – miasto w południowej Argentynie, u ujścia rzeki Gallegos do Oceanu Atlantyckiego, na obszarze Patagonii, stolica prowincji Santa Cruz.
W mieście rozwinął się przemysł mięsny, skórzany, obuwniczy oraz rafineryjny.

## Miasta partnerskie
- Mérida